# Helen Gourlay
Helen Gourlay-Cawley (Launceston, 23 december 1946) is een voormalig tennisspeelster uit Australië.
In 1972 en 1975 voerde zij het Australische Fed Cup-team aan.
Gourlay won vijf grandslamtitels in het vrouwendubbelspel: Australian Open 1972 met landgenote Kerry Harris, Australian Open 1976 met landgenote Evonne Goolagong, Australian Open januari 1977 met landgenote Dianne Fromholtz, Wimbledon 1977 met de Amerikaanse JoAnne Russell en Australian Open december 1977 weer met Goolagong.
In het enkelspel stond zij tweemaal in een grandslamfinale: op Roland Garros 1971 en op het Australian Open december 1977 – beide keren verloor zij van landgenote en dubbelspelmaatje Evonne Goolagong.
Zij trouwde met Richard Cawley in 1977, en in 1986 met William Cape.
In 1987 werd zij toegevoegd aan de Tasmanian Sporting Hall of Fame en in 2000 ontving zij een  Australian Sports Medal.
Op 10 januari 2004 werd zij toegevoegd aan de Tasmanian Tennis Hall of Fame.

## Palmares
| Legenda                |
| ---------------------- |
| Grandslamtoernooi      |
| Olympische Spelen      |
| Year-End Championships |
| Tier I                 |
| Tier II                |
| Tier III               |
| Tier IV & V            |

### WTA-finaleplaatsen enkelspel
| nr.              | finale     | toernooi          | ondergrond | tegenstandster   | score         |
| ---------------- | ---------- | ----------------- | ---------- | ---------------- | ------------- |
| gewonnen finales |            |                   |            |                  |               |
| 1.               | 1970-05-23 | WTA Lee-on-Solent | gravel     | Patricia Walkden | 6-4, 6-4      |
| verloren finales |            |                   |            |                  |               |
| 1.               | 1971-06-06 | Roland Garros     | gravel     | Evonne Goolagong | 3-6, 5-7      |
| 2.               | 1971-08-29 | WTA South Orange  | gras       | Chris Evert      | 4-6, 0-6      |
| 3.               | 1971-12-12 | WTA Brisbane      | gras       | Evonne Goolagong | 2-6, 6-7      |
| 4.               | 1973-10-27 | WTA Hawaï         | hardcourt  | Billie Jean King | 1-6, 1-6      |
| 5.               | 1974-10-13 | WTA Phoenix       | hardcourt  | Virginia Wade    | 1-6, 2-6      |
| 6.               | 1977-07-10 | WTA Gstaad        | gravel     | Lesley Hunt      | 6-4, 5-7, 1-6 |
| 7.               | 1977-12-31 | Australian Open   | gras       | Evonne Cawley    | 3-6, 0-6      |

### WTA-finaleplaatsen dubbelspel
| nr.                                 | finale     | toernooi         | ondergrond | partner            | tegenstandsters                      | score         |
| ----------------------------------- | ---------- | ---------------- | ---------- | ------------------ | ------------------------------------ | ------------- |
| gewonnen finales vrouwendubbelspel  |            |                  |            |                    |                                      |               |
| 1.                                  | 1967-07-22 | WTA Hoylake      | gras       | Judy Tegart        | Christine Truman Virginia Wade       | 6-4, 6-3      |
| 2.                                  | 1971-07-10 | WTA Newport      | gras       | Kerry Harris       | Gail Chanfreau Winnie Shaw           | 6-3, 8-6      |
| 3.                                  | 1971-08-08 | WTA Cincinnati   | hardcourt  | Kerry Harris       | Gail Chanfreau Winnie Shaw           | 6-4, 6-4      |
| 4.                                  | 1971-08-22 | WTA Haverford    | gras       | Lesley Bowrey      | Laura duPont Marjory Gengler         | 5-7, 6-1, 6-1 |
| 5.                                  | 1971-12-12 | WTA Brisbane     | gras       | Kerry Harris       | Evonne Goolagong Janet Young         | 5-7, 7-5, 6-4 |
| 6.                                  | 1972-01-03 | Australian Open  | gras       | Kerry Harris       | Patricia Coleman Karen Krantzcke     | 6-0, 6-4      |
| 7.                                  | 1972-04-09 | WTA Johannesburg | hardcourt  | Evonne Goolagong   | Winnie Shaw Joyce Williams           | 6-4, 6-4      |
| 8.                                  | 1972-05-13 | WTA Bournemouth  | gravel     | Evonne Goolagong   | Brenda Kirk Betty Stöve              | 7-5, 6-1      |
| 9.                                  | 1972-05-20 | WTA Guildford    | gravel     | Evonne Goolagong   | Winnie Shaw Joyce Williams           | 6-2, 6-1      |
| 10.                                 | 1972-06-17 | WTA Bristol      | gras       | Karen Krantzcke    | Rosie Casals Billie Jean King        | 6-4, 6-2      |
| 11.                                 | 1972-08-06 | WTA Columbus     | gravel     | Françoise Dürr     | Kerry Harris Kerry Melville          | 6-4, 6-3      |
| 12.                                 | 1974-06-22 | WTA Eastbourne   | gras       | Karen Krantzcke    | Chris Evert Olga Morozova            | 6-2, 6-0      |
| 13.                                 | 1975-12-21 | WTA Sydney       | gras       | Evonne Cawley      | Heidi Eisterlehner Helga Masthoff    | 6-3, 4-6, 6-3 |
| 14.                                 | 1976-01-04 | Australian Open  | gras       | Evonne Cawley      | Lesley Bowrey Renáta Tomanová        | 8-1           |
| 15.                                 | 1977-01-02 | WTA Sydney       | gras       | Betsy Nagelsen     | Dianne Fromholtz Renáta Tomanová     | 6-4, 6-1      |
| 16.                                 | 1977-01-09 | Australian Open  | gras       | Dianne Fromholtz   | Betsy Nagelsen Kerry Reid            | 5-7, 6-1, 7-5 |
| 17.                                 | 1977-07-02 | Wimbledon        | gras       | JoAnne Russell     | Martina Navrátilová Betty Stöve      | 6-3, 6-3      |
| 18.                                 | 1977-07-10 | WTA Gstaad       | gravel     | Rayni Fox          | Mary Carillo Lesley Hunt             | 6-0, 6-4      |
| 19.                                 | 1977-07-17 | WTA Kitzbühel    | gravel     | Rayni Fox          | Lesley Charles Jackie Fayter-Hough   | 6-1, 6-4      |
| 20.                                 | 1977-12-17 | WTA Sydney       | gras       | Evonne Cawley      | Mona Guerrant Kerry Reid             | 6-0, 6-0      |
| 21.                                 | 1977-12-31 | Australian Open  | gras       | Evonne Cawley      | Mona Guerrant Kerry Reid             |               |
| 22.                                 | 1978-04-02 | WTA Stuart       | gravel     | Mona Guerrant      | Renée Richards Zenda Liess           | 6-1, 6-3      |
| verloren finales vrouwendubbelspel  |            |                  |            |                    |                                      |               |
| 1.                                  | 1969-02-03 | WTA Auckland     | gras       | Karen Krantzcke    | Ann Haydon-Jones Billie Jean King    | 2-6, 8-10     |
| 2.                                  | 1969-08-03 | WTA Hilversum    | gravel     | Patricia Walkden   | Karen Krantzcke Kerry Melville       | 6-1, 4-6, 3-6 |
| 3.                                  | 1970-07-26 | WTA Cincinnati   | gravel     | Patricia Walkden   | Rosie Casals Gail Chanfreau          | 10-12, 1-6    |
| 4.                                  | 1970-08-02 | WTA Indianapolis | gravel     | Patricia Walkden   | Rosie Casals Gail Chanfreau          | 2-6, 2-6      |
| 5.                                  | 1970-08-16 | WTA Toronto      | gravel     | Patricia Walkden   | Rosie Casals Margaret Court          | 0-6, 1-6      |
| 6.                                  | 1971-01-17 | WTA Sydney       | gras       | Kerry Harris       | Margaret Court Olga Morozova         | 2-6, 0-6      |
| 7.                                  | 1971-02-01 | WTA Melbourne    | gras       | Kerry Harris       | Margaret Court Olga Morozova         | gedeeld       |
| 8.                                  | 1971-05-11 | WTA Rome         | gravel     | Lesley Bowrey      | Helga Masthoff Virginia Wade         | 7-5, 2-6, 2-6 |
| 9.                                  | 1971-06-06 | Roland Garros    | gravel     | Kerry Harris       | Gail Chanfreau Françoise Dürr        | 4-6, 1-6      |
| 10.                                 | 1972-01-23 | WTA Long Beach   | hardcourt  | Karen Krantzcke    | Rosie Casals Virginia Wade           | 4-6, 7-5, 5-7 |
| 11.                                 | 1972-07-22 | WTA Hoylake      | gras       | Evonne Goolagong   | Brenda Kirk Patricia Pretorius       | gedeeld       |
| 12.                                 | 1972-08-20 | WTA Denver       | hardcourt  | Karen Krantzcke    | Françoise Dürr Lesley Hunt           | 0-6, 3-6      |
| 13.                                 | 1972-12-17 | WTA Adelaide     | gras       | Evonne Goolagong   | Jevgenia Birjoekova Janet Young      | 3-6, 2-6      |
| 14.                                 | 1973-07-14 | WTA Dublin       | gras       | Karen Krantzcke    | Margaret Court Virginia Wade         | 6-8, 6-3, 4-6 |
| 15.                                 | 1973-10-27 | WTA Hawaï        | hardcourt  | Karen Krantzcke    | Kerry Harris Kerry Melville          | 3-6, 6-3, 3-6 |
| 16.                                 | 1974-05-05 | WTA Hilton Head  | gravel     | Karen Krantzcke    | Rosie Casals Olga Morozova           | 2-6, 1-6      |
| 17.                                 | 1974-07-06 | Wimbledon        | gras       | Karen Krantzcke    | Evonne Goolagong Peggy Michel        | 6-2, 4-6, 3-6 |
| 18.                                 | 1975-02-02 | WTA Fairfax      | tapijt (i) | Kerry Melville     | Françoise Dürr Betty Stöve           | 3-6, 4-6      |
| 19.                                 | 1975-09-19 | WTA Tokio        | tapijt (i) | Ann Kiyomura       | Margaret Court Evonne Goolagong      | 1-6, 5-7      |
| 20.                                 | 1977-06-05 | Roland Garros    | gravel     | Rayni Fox          | Regina Maršíková Pam Teeguarden      | 7-5, 4-6, 2-6 |
| 21.                                 | 1977-10-16 | WTA Phoenix      | hardcourt  | JoAnne Russell     | Billie Jean King Martina Navrátilová | 1-6, 5-7      |
| 22.                                 | 1977-11-08 | WTA Palm Springs | hardcourt  | JoAnne Russell     | Françoise Dürr Virginia Wade         | 1-6, 6-4, 4-6 |
| 23.                                 | 1978-03-19 | WTA Orlando      |            | Valerie Ziegenfuss | Bunny Bruning Rayni Fox              | 4-6, 6-1, 1-6 |
| verloren finales gemengd dubbelspel |            |                  |            |                    |                                      |               |
| 1.                                  | 1971-07-24 | WTA Leicester    | gras       | Hank Irvine        | Evonne Goolagong Bob Hewitt          | 2-6, 2-6      |

## Resultaten grandslamtoernooien
| Legenda | Legenda                          |
| ------- | -------------------------------- |
| g.t.    | geen toernooi gehouden           |
| l.c.    | lagere categorie                 |
| –       | niet deelgenomen                 |
| G       | uitgeschakeld in de groepsfase   |
| 1R      | uitgeschakeld in de eerste ronde |
| 2R      | uitgeschakeld in de tweede ronde |
| 3R      | uitgeschakeld in de derde ronde  |
| 4R      | uitgeschakeld in de vierde ronde |
| KF      | uitgeschakeld in de kwartfinale  |
| HF      | uitgeschakeld in de halve finale |
| F       | de finale verloren               |
| W       | het toernooi gewonnen            |
| w-v     | winst/verlies-balans             |

### Enkelspel
| Toernooi        | 1964 | 1965 | 1966 | 1967 | 1968 | 1969 | 1970 | 1971 | 1972 | 1973 | 1974 | 1975 | 1976 | 1977 | 1977 | 1978 |    | 1980 |
| --------------- | ---- | ---- | ---- | ---- | ---- | ---- | ---- | ---- | ---- | ---- | ---- | ---- | ---- | ---- | ---- | ---- | -- | ---- |
| Australian Open | KF   | 3R   | 3R   | 2R   | 1R   | KF   | –    | KF   | HF   | –    | 2R   | 2R   | HF   | HF   | F    | –    | 1R |      |
| Roland Garros   | –    | –    | 1R   | 3R   | 3R   | 2R   | 1R   | F    | 4R   | –    | –    | –    | –    | 3R   | 3R   | –    | –  |      |
| Wimbledon       | –    | –    | 2R   | 1R   | 4R   | 3R   | 2R   | 1R   | 4R   | 1R   | 3R   | 2R   | –    | 4R   | 4R   | 2R   | –  |      |
| US Open         | –    | –    | –    | –    | –    | –    | KF   | 2R   | 1R   | 1R   | 2R   | 2R   | 3R   | 2R   | 2R   | –    | –  |      |

### Vrouwendubbelspel
| Toernooi        | 1965 | 1966 | 1967 | 1968 | 1969 | 1970 | 1971 | 1972 | 1973 | 1974 | 1975 | 1976 | 1977 | 1977 | 1978 |    | 1980 |
| --------------- | ---- | ---- | ---- | ---- | ---- | ---- | ---- | ---- | ---- | ---- | ---- | ---- | ---- | ---- | ---- | -- | ---- |
| Australian Open | KF   | KF   | 1R   | KF   | 1R   | –    | HF   | W    | –    | KF   | HF   | W    | W    | W    | –    | 2R |      |
| Roland Garros   | –    | 2R   | 1R   | 2R   | 3R   | HF   | F    | HF   | –    | –    | –    | –    | F    | F    | –    | –  |      |
| Wimbledon       | –    | 2R   | 3R   | 1R   | 3R   | KF   | 3R   | 2R   | 2R   | F    | HF   | –    | W    | W    | KF   | –  |      |
| US Open         | –    | –    | –    | –    | –    | 2R   | KF   | 1R   | 2R   | KF   | 1R   | 3R   | 2R   | 2R   | –    | –  |      |

### Gemengd dubbelspel
| Australian Open | 1R | 2R | 1R | 1R | –  | –  | –  | –  | –  | –  | –  |
| Roland Garros   | HF | –  | 3R | 1R | 1R | –  | –  | –  | –  | –  | –  |
| Wimbledon       | 2R | 2R | 3R | 4R | HF | KF | –  | HF | 2R | 2R | 2R |
| US Open         | –  | –  | –  | –  | 2R | KF | 1R | 1R | –  | –  | –  |